# سیارک ۱۱۱۹۰
سیارک ۱۱۱۹۰ (به انگلیسی: 11190 Jennibell، نامگذاری:1998RM52) یازده هزار و صد و نودمین سیارک کشف شده‌است که در ۱۴ سپتامبر ۱۹۹۸ کشف شد.
قدر مطلق سیارک برابر ۱۱.۷ است.